# Bartelshagen II b. Barth
Bartelshagen II b. Barth, Bartelshagen II bei Barth – dzielnica gminy Saal w Niemczech, w urzędzie Barth w powiecie Vorpommern-Rügen, w kraju związkowym Meklemburgia-Pomorze Przednie. Do 31 grudnia 2013 samodzielna gmina.